# Gate (Audio)
Das Gate ist ein Effektgerät der Kategorie Dynamikprozessoren und unterdrückt leise Abschnitte in der Signalübertragung in einem Rig. 

## Aufbau und Funktion
Die Funktionsweise besteht darin, dass Signalpegel erst ab einer einstellbaren Stärke durchgeleitet werden. Dies dient häufig dazu, Rauschen zu vermeiden, vor allem im gleichzeitigen Einsatz mit Expandern. Aber auch bei der Abnahme von Drums werden Gates eingesetzt. Zum einen, um deren Dynamik zu kontrollieren, und zum anderen, um ein Übersprechen durch benachbarte Schallquellen zu vermeiden. Ein Nebeneffekt bei der Verwendung von Gates ist die Verminderung der Gefahr einer Rückkopplung.
Oft werden Gates in Clustern betrieben. Derartige, auch Squelch genannte Vorrichtungen dienen dem Zusteuern eines Signals, wenn dieses seinen Grundrauschpegel (siehe Dynamikumfang) überschreitet, also ein Nutzsignal vorhanden ist. Dieses ist insbesondere in vielkanaligen Mischpulten von Bedeutung, bei denen das durch die vielen Tonspuren anwachsende Ausgangsrauschen nicht zu groß werden soll.
Wie beim Kompressor wird beim Gate das Signal durch eine Hüllkurve moduliert. Die Parameter der Hüllkurve sind die Anstiegszeit (Attack) und die Ausklingzeit (Release). Dieser Ablauf wird immer dann angestoßen, wenn das Eingangssignal einen Schwellwert (Threshold) überschreitet, also getriggert wird. Bei professionellen Gates kann die Hüllkurve durch mehrere Parameter festgelegt werden und ist dementsprechend komplexer.
Eine typische Anwendung für ein Gate ist die Aufnahme der Bassdrum durch ein Mikrofon. Da das Fell einer Bassdrum durch andere Schallquellen zum Mitschwingen angeregt wird, und auch bei unzureichender Dämpfung lange nachschwingt, nimmt das Mikrofon keinen sauberen Ton auf. Durch ein Gate wird nur der eigentliche Impuls beim Schlagen der Bassdrum durchgelassen. Dadurch wird das Klangbild der Bassdrum klarer und im Zusammenspiel mehrerer Schallquellen insgesamt transparenter und „knackiger“.
Seit dem Aufkommen von Transientendesignern ist der Einsatz von Gates zur Klanggestaltung am Schlagzeug o. ä. mehr oder weniger obsolet geworden, da diese Geräte deutlich weitreichendere Möglichkeiten – auch polyphon – haben und dabei einfacher zu bedienen sind.